# اوکه یونسون
اوکه یونسون (سوئدی: Åke Jönsson; ۲۶ ژوئن ۱۹۲۵ – ۱۸ دسامبر ۱۹۹۸) بازیکن فوتبال اهل سوئد بود.
از باشگاه‌هایی که در آن بازی کرده‌است می‌توان به باشگاه فوتبال هلسینگبورگس اشاره کرد.
وی همچنین در تیم ملی فوتبال سوئد بازی کرده‌است.